# Арден-Хилс
Арден-Хилс (англ. Arden Hills) — город в округе Рамси, штат Миннесота, США. На площади 24,9 км² (23 км² — суша, 1,9 км² — вода), согласно переписи 2002 года, проживают 9652 человека. Плотность населения составляет 419,8 чел./км².
- Телефонный код города — 651
- Почтовый индекс — 55112
- FIPS-код города — 27-02026[1]
- GNIS-идентификатор — 0639428[2]